# Репресія (техніка)
Репресія — поширений метод підвищення тиску (вибійного тиску) у свердловині вище пластового тиску для видобування сирої нафти з метою збільшення продуктивності свердловини. Викачування сирої нафти з підземного резервуара призводить до падіння тиску, що ще більше знижує прокачуваність. Закачування природного газу або інертних газів у нафтову свердловину підвищує здатність до прокачування сирої нафти, що знаходиться всередині свердловини, зменшуючи її в'язкість і щільність (на практиці зафіксований випадок, коли повільніша швидкість видобування нафти та рециркуляція природного газу при 9,6 МПа дозволили отримати чисте вилучення нафти на рівні 70 %).
Хоча відновлення тиску можна збільшити навіть шляхом репресії нагнітанням повітря, повітря рідко використовують, оскільки це призводить до зниження якості продукту. Замість цього використовується вуглекислий газ або природний газ, щоб не тільки збільшити вилучення нафти зі свердловини, але й зберегти високу якість продукту.

## Інтернет-ресурси
- A patent related to repressuring
- An engineering essay about repressuring